# Weselinka Malinska

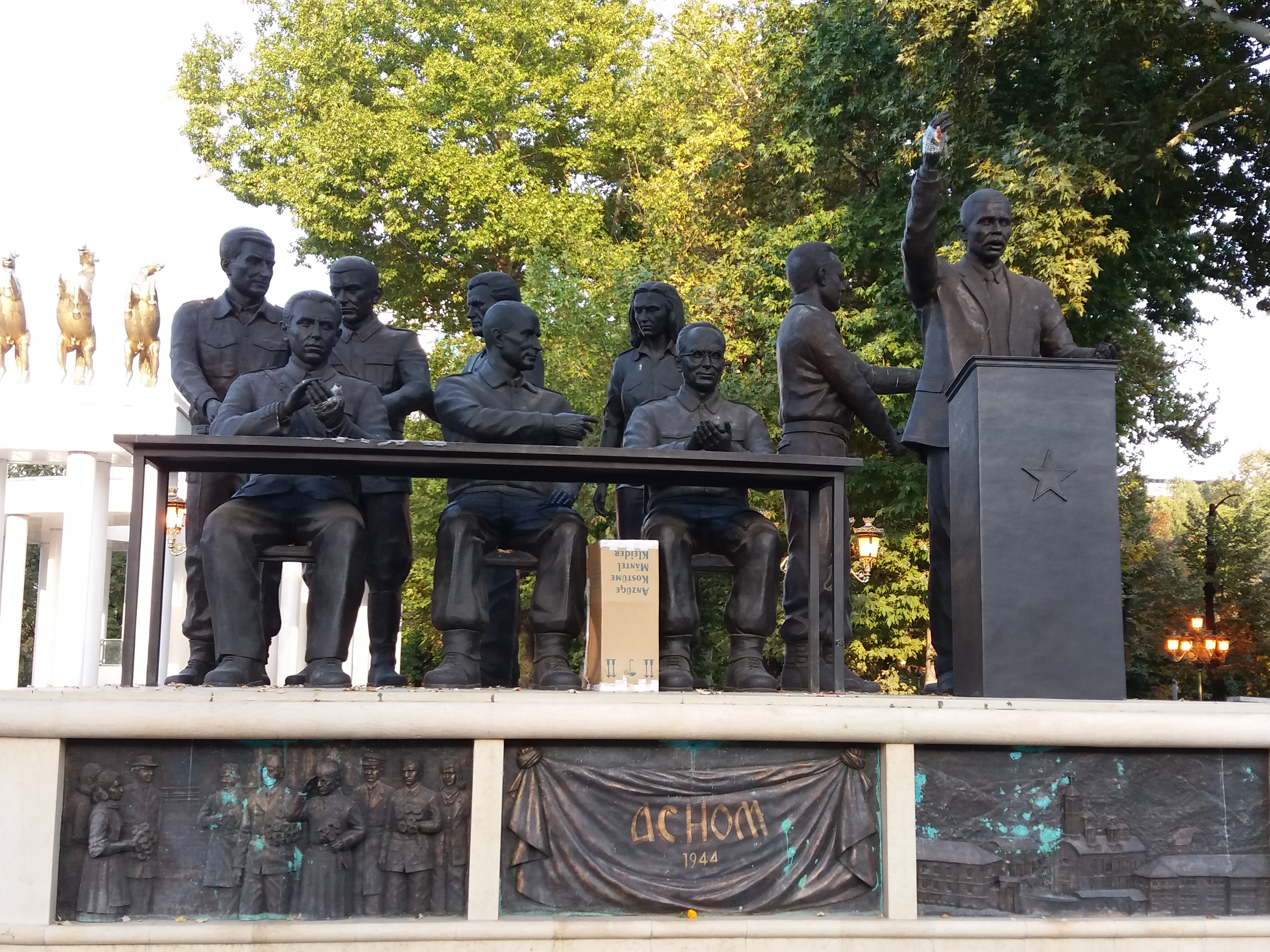
Pomnik pierwszego posiedzenia Antyfaszystowskiej Rady Wyzwolenia Narodowego Macedonii w Skopju. Jedną z ukazanych postaci jest Weselinka Malinska

Weselinka Malinska (ur. 4 stycznia 1917 w Kumanowie, zm. 12 listopada 1987) – macedońska działaczka komunistyczna, bojowniczka antyfaszystowskiej partyzantki jugosłowiańskiej.

## Życiorys
Jej ojciec Georgi Malinski był kupcem, fotografem, działaczem społecznym i esperantystą, walczył w powstaniu ilindeńskim. Matka Persida zd. Apostołowa była nauczycielką w Kumanowie, ale po zamążpójściu odeszła z pracy. Była też pierwszą kobietą esperantystką w Macedonii. Weselinka Malinska ukończyła szkołę podstawową w rodzinnym Kumanowie. Jej ojciec chciał, by podjęła wówczas pracę w jego zakładzie fotograficznym razem ze starszym rodzeństwem, jednak matka Weselinki z własnego posagu sfinansowała jej wyjazd do szkoły handlowej w Skopje. Tam zetknęła się z młodzieżowym ruchem rewolucyjnym. W 1933 r. wstąpiła do Związku Komunistycznej Młodzieży Jugosławii, zaś trzy lata później - do Komunistycznej Partii Jugosławii. Była wtedy słuchaczką Wyższej Szkoły Gospodarczo-Handlowej w Zagrzebiu. W 1937 r. wybrana do lokalnych władz partii komunistycznej w Kumanowie. W 1939 r. kontynuowała studia w Belgradzie.
Po niemieckiej agresji na Jugosławię działała w socjalistycznym podziemiu. Była kurierką i łączniczką między Komitetem Centralnym Komunistycznej Partii Jugosławii a organizacjami partyjnymi w Serbii. We wrześniu 1941 r. razem z Jaszą Rajterem i Davorjanką Paunović eskortowała Josipa Broza Titę, gdy ten przedostawał się z Belgradu na pierwsze tereny wyzwolone przez antyfaszystowską partyzantkę. W kwietniu 1942 r. została zaocznie skazana na śmierć.
W maju 1942 r. na polecenie władz partyjnych wróciła do Macedonii i została przewodnicząca komitetu miejskiego KPJ w Skopju. W październiku tego samego roku dołączyła do Drugiego Skopijskiego Oddziału Partyzanckiego, w którym pozostawała do stycznia roku następnego. W maju 1943 r. została sekretarzem ds. propagandy i agitacji przy Sztabie Głównym Narodowowyzwoleńczej Armii i Partyzanckich Oddziałów Macedonii. W tym samym roku weszła do komitetu centralnego Komunistycznej Partii Macedonii.
Była delegatką do Antyfaszystowskiej Rady Wyzwolenia Narodowego (AVNOJ) i uczestniczką pierwszego, inauguracyjnego posiedzenia Antyfaszystowskiej Rady Wyzwolenia Narodowego Macedonii (ASNOM) w sierpniu 1944 r. W prezydium ASNOM pełniła funkcję drugiego sekretarza. Redagowała pisma partyzanckie "Ilindenski pat" oraz "Makedonka". Działała w Antyfaszystowskim Froncie Kobiet. 
Po wojnie zasiadała w prezydium komitetu centralnego Związku Komunistów Macedonii, następnie w biurze miejskiego komitetu partyjnego w Skopju. Pracowała też jako sekretarz odpowiedzialna pisma "Nowa Makedonija", a w latach 1952-1961 kierowała Radiem Skopje. Pełniła funkcję przewodniczącej związku dziennikarzy Macedonii oraz przewodniczącej rady uniwersyteckiej Uniwersytetu Świętych Cyryla i Metodego w Skopju.
Zmarła w 1987 r.